# Hywel ap Ieuaf († 1185)
Hywel ap Ieuaf († 1185) war ein König des walisischen Kleinkönigreichs von Arwystli.
Er war ein Sohn von Ieauf ap Owain und somit ein Urenkel von Trahern ap Caradog. Vermutlich nach dem Tod von Llywarch ap Trahern, dem Sohn von Trahern, war es 1129 und 1130 unter den Mitgliedern der Herrscherfamilie von Arwystli zu mörderischen Machtkämpfen gekommen, bei denen mindestens neun Anwärter auf den Thron ermordet oder durch Blendung und Entmannung ausgeschaltet wurden. Hywels Vater war dabei von den  Söhnen von Llywarch ap Trahern getötet worden. Um 1131 konnte Hywel schließlich die Herrschaft über das kleine Cantref Arwystli erringen und bezeichnete sich selbst als König. Vor 1157 musste er jedoch die Oberherrschaft von Madog ap Maredudd, dem König des benachbarten Powys akzeptieren und bezeichnete sich fortan nicht mehr als König. 1157 gehörte er wie Madog ap Maredudd zu den walisischen Fürsten, die den englischen König Heinrich II. bei dessen Feldzug gegen Gwynedd unterstützten. In den Wirren nach dem Tod von Madog ap Maredudd eroberte Owain Gwynedd, der König von Gwynedd, 1160 Tafolwern Castle in Cyfeiliog, das 1162 von Hywel zurückerobert wurde. Darauf fiel Owain Gwynedd im selben Jahr in Arwystli ein, schlug Hywels Truppen bei Llanidloes und baute Tafolwern Castle erneut auf. Nach 1170 unterwarf sich Hywel Lord Rhys von Deheubarth, der nach dem Tod von Owain Gwynedd der mächtigste walisische Fürst geworden war. 
Hywel stiftete die Kirche von Llangurig der Abtei Strata Florida. Er wurde in Strata Florida Abbey begraben. 
Er hatte mehrere Kinder, darunter:
- Owain o’r Brithdir
- Iorwerth
- Hywel Fychan
- Amice ⚭ Alexander de Montgomery

Sein Nachfolger als Herrscher von Arwystli wurde sein Sohn Owain o’r Brithdir.